# Südderby
El Südderby es el partido de fútbol y la rivalidad que mantiene el Bayern Múnich y el VfB Stuttgart, los dos clubes más populares del sur de Alemania. Hasta la fecha se han disputado 158 partidos y el Bayern posee una gran ventaja de 92 victorias sobre las 37 del Stuttgart, mientras que 29 partidos han terminado en un empate.

## Historia
Esta rivalidad se debe en gran parte al enfrentamiento que ha habido siempre por ser la mejor región alemana del Sur, Baviera o Suabia, aparte de la rivalidad que existe a nivel ciudadano entre Múnich y Stuttgart. En los partidos de la 1.Bundesliga y la Copa de Alemania siempre están los estadios llenos y los recibimientos son hostiles. Sin embargo, los eternos rivales de ambos son otros, por parte del Bayern es el TSV 1860 Múnich, el FC Nuremberg y el Borussia Dortmund, mientras que por parte del Stuttgart el Karlsruher SC y el SC Friburgo.